# Brazzaville
Brazzaville je mesto v Srednji Afriki, glavno mesto Republike Kongo in s približno 1,5 milijona prebivalci (po oceni za leto 2010) največje mesto v državi. Leži ob desnem bregu reke Kongo ob južni meji države, nasproti Kinšase, glavnega mesta Demokratične republike Kongo, kar je edini primer na svetu, da se večji prestolnici nahajata tako blizu skupaj (izvzemši mesto Vatikan, ki leži znotraj Rima). Za razločevanje Republike Kongo od Demokratične republike Kongo včasih pravijo prvi »Kongo-Brazzavile«, drugi pa »Kongo-Kinšasa«.
Najpomembnejše dejavnosti so administracija, industrija in transport - tu prekladajo tovor iz železnice, ki povezuje mesto z obalo Atlantika 400 km proti zahodu, na ladje, namenjene gorvodno proti notranjosti Afrike. Okrog pristanišča, ki je bilo razširjeno po drugi svetovni vojni, so zrasli številni predelovalni obrati. V Brazzavilleu sta tudi regionalno pomembna univerza in sedež Svetovne zdravstvene organizacije za Afriko.

## Zgodovina
Območje ob bazenu Malebo, kjer se tok reke Kongo razširi v široko jezero pred vstopom v brzice na zahodu, je bilo že pred prihodom Evropejcev živahno središče lokalnih kultur. Francozi, ki so pridobili nadzor nad ozemljem severno od Konga, so na mestu, kjer danes stoji mesto, leta 1883 postavili obmejno postojanko in jo leto kasneje poimenovali Brazzavile, po francosko-italijanskem raziskovalcu Pierru de Brazzi, ki mu je kralj tamkajšnjega ljudstva Teke podelil ozemlje in s tem omogočil širjenje francoskega vpliva v regiji. Začeten razvoj mesta je bil počasen in neenakomeren, potekal je v senci belgijske Kinšase na drugem bregu Konga. Novi naseljenci niso imeli zadostne podpore matične države za vzpostavitev nadvlade nad lokalnim prebivalstvom, zato so tudi zahtevnejša dela opravljali pretežno temnopolti delavci in tvorili celo del zgornjega sloja prebivalstva. To se začelo spreminjati šele v začetku 20. stoletja, ko je Brazzavile od Librevillea (v današnjem Gabonu) prevzel vlogo glavnega mesta kolonije Francoski Kongo in nato Francoske ekvatorialne Afrike. Do leta 1915 je bila segregacija že opazna. Vodilno ekonomsko vlogo so prevzeli lastniki koncesij, ki so izrinili domačine.
V začetku 20. stoletja je Brazzaville postal tudi kulturno središče. Ustanovljenih je bilo več misijonov s šolami za lokalno prebivalstvo, kasneje pa tudi plesni klubi, slikarska šola in podobne ustanove. V 1930. letih se je pričel pod okriljem misijonov intenzivneje razvijal tudi šport. Na račun vedno večjega političnega in strateškega pomena mesta je po okupaciji Francije leta 1940 general Charles de Gaulle proglasil Brazzavile celo za glavno mesto Svobodne Francije. Do leta 1961 je število prebivalcev naraslo na skoraj 128.000, trend se je nadaljeval po osamosvojitvi Republike Kongo in leta 1992 je mesto štelo že skoraj milijon prebivalcev ali tretjino vseh državljanov. Še posebej plodno je bilo obdobje po padcu marksistične oblasti, ko so se v državo vrnili izseljeni izobraženci, umetniki in poslovneži, leta 1993 pa se je pričelo obdobje oboroženih konfliktov med različnimi etničnimi in političnimi skupinami v Kongu, ki so dosegli vrhunec v petmesečni državljanski vojni, med katero je bil Brazzaville popolnoma razdejan. Večina prebivalstva je takrat zbežala v okoliške kmetijske predele ali sosednjo Kinšaso, tako da je v samem mestnem območju ostalo zgolj kakšnih 200.000 ljudi.

## Pobratena/sestrska mesta
Brazzaville ima formalne povezave z naslednjimi mesti po svetu:
- Dresden, Nemčija
- Olathe, Kansas, Združene države Amerike
- Weihai, Ljudska republika Kitajska
- Kinšasa, Demokratična republika Kongo